# Pseudopotential

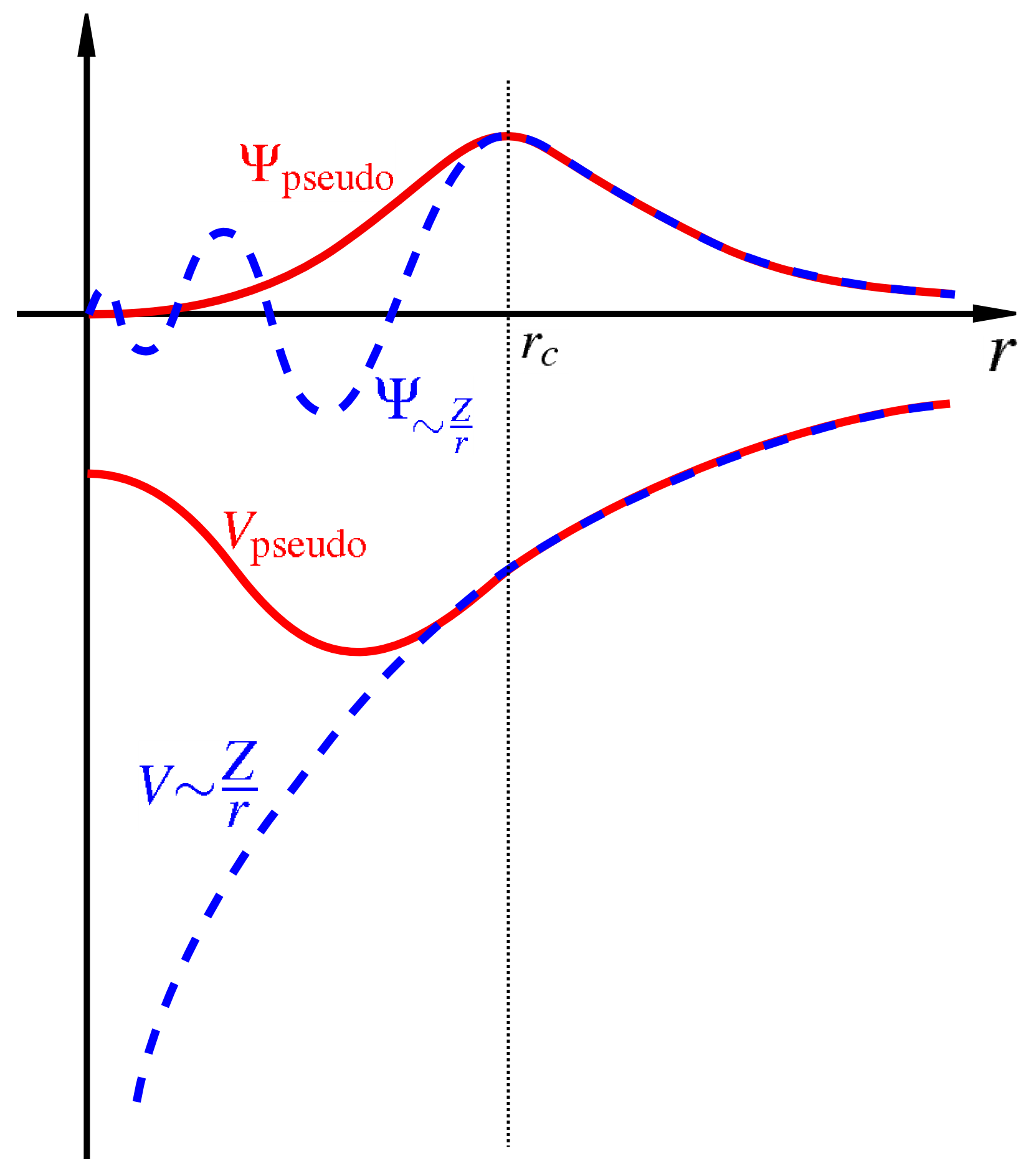
Jämförelse mellan den faktiska potentialen och dess vågfunktion och pseudopotentialen och dess vågfunktion. Utanför sammanfaller vågfunktionerna.

En pseudopotential är inom kvantmekaniken en potential som används för att approximativt beskriva en annan potential. Dess syfte är att jämna ut den ursprungliga potentialen för att underlätta beräkningar, men ändå ge samma vågfunktion i de områden som är av intresse. Till exempel kan en pseudopotential användas för att ersätta potentialen från atomkärnorna och kärnelektronerna som valenselektronerna upplever i ett fast ämne med en potential som är mjukare nära kärnan men ger samma vågfunktion långt utanför kärnan. Genom att pseudopotentialen är mjukare och svagare än den ursprungliga potentialen kan antalet Fourierkoefficienter som behövs för att beskriva den reduceras, vilket gör en planvågbas mer praktisk.

## Ortogonaliserade plana vågor
Plana vågor är vanligt förekommande som bas vid kvantmekaniska beräkningar, men är inte alltid så fördelaktiga. Om potentialen har skarpa drag eller singulariteter, krävs många plana vågor för att beskriva vågfunktionen. Detta gör beräkningar krävande.
För en valenselektron som rör sig i en potential från både atomkärnor och kärnelektroner kan detta problem undvikas med hjälp av ortogonaliserade plana vågor. En ortogonaliserad plan våg består av en plan våg vars projektion på kärnelektronernas tillstånd är subtraherade:
| Ortogonaliserad plan våg {\displaystyle \|\chi _{\mathbf {q} }\rangle =\|\mathbf {q} \rangle -\sum \limits _{c}\|\varphi _{c}\rangle \langle \varphi _{c}\|\mathbf {q} \rangle } |
där {\displaystyle |\varphi _{c}\rangle } betecknar kärnelektronernas ortonormala tillstånd, {\displaystyle \langle \varphi _{c_{1}}|\varphi _{c_{2}}\rangle =\delta _{c_{1}c_{2}}}, och {\displaystyle |\mathbf {q} \rangle } betecknar ett tillstånd med en plan våg. De ortogonaliserade plana vågorna är alla ortogonala mot kärnelektronernas tillstånd (däremot inte mot varandra), och är därför fördelaktiga för att beskriva en valenselektrons tillstånd.
Valenselektronens tillstånd ges av Schrödingerekvationen
{\displaystyle \left({\hat {T}}+{\hat {V}}\right)|\psi _{k}\rangle =\epsilon _{k}|\psi _{k}\rangle }
där {\displaystyle {\hat {T}}} är den kinetiska delen av Hamiltonoperatorn och {\displaystyle {\hat {V}}} är potentialen. Eftersom {\displaystyle |\psi _{k}\rangle } är ortogonal mot kärnelektronernas tillstånd kan den utvecklas i termer av de ortogonaliserade plana vågorna:
{\displaystyle |\psi _{k}\rangle =\sum \limits _{\mathbf {q} }|\chi _{\mathbf {q} }\rangle c_{\mathbf {q} }(k)=\sum \limits _{\mathbf {q} }|\mathbf {q} \rangle c_{\mathbf {q} }(k)-\sum \limits _{c\mathbf {q} }|\varphi _{c}\rangle \langle \varphi _{c}|\mathbf {q} \rangle c_{\mathbf {q} }(k)=|\psi _{k}'\rangle -\sum \limits _{c}|\varphi _{c}\rangle \langle \varphi _{c}|\psi _{k}'\rangle }
där pseudotillståndet {\displaystyle |\psi _{k}'\rangle =\sum \limits _{\mathbf {q} }|\mathbf {q} \rangle c_{\mathbf {q} }(k)} har införts. Schrödingerekvationen kan nu skrivas om som
{\displaystyle \left({\hat {T}}+{\hat {V}}\right)\left(|\psi _{k}'\rangle -\sum \limits _{c}|\varphi _{c}\rangle \langle \varphi _{c}|\psi _{k}'\rangle \right)=\epsilon _{k}\left(|\psi _{k}'\rangle -\sum \limits _{c}|\varphi _{c}\rangle \langle \varphi _{c}|\psi _{k}'\rangle \right).}
Eftersom kärnelektronernas tillstånd är egentillstånd till Hamiltonoperatorn med energier {\displaystyle \epsilon _{c}} kan ekvationen förenklas till
{\displaystyle \left({\hat {T}}+{\hat {V}}\right)|\psi _{k}'\rangle +\sum \limits _{c}(\epsilon _{k}-\epsilon _{c})|\varphi _{c}\rangle \langle \varphi _{c}|\psi _{k}'\rangle =\epsilon _{k}|\psi _{k}'\rangle .}
Detta motsvarar dock en ny Schrödingerekvation, men med {\displaystyle |\psi _{k}'\rangle } istället för {\displaystyle |\psi _{k}\rangle }, och med en annan potential
| Pseudopotential {\displaystyle {\hat {V}}'={\hat {V}}+\sum \limits _{c}(\epsilon _{k}-\epsilon _{c})\|\varphi _{c}\rangle \langle \varphi _{c}\|} |
Pseudotillståndet {\displaystyle |\psi _{k}'\rangle } är inte samma som det ursprungliga tillståndet {\displaystyle |\psi _{k}\rangle }, men egenvärdet {\displaystyle \epsilon _{k}} är samma. På tillräckligt stora avstånd {\displaystyle R_{c}} från atomkärnorna och kärnelektronerna är dessutom pseudotillståndet {\displaystyle |\psi _{k}'\rangle } identiskt med pseudotillståndet eftersom kärnelektronernas tillstånd är försumbara där.
Fördelen med pseudotillståndet {\displaystyle |\psi _{k}'\rangle } är att det kan erhållas från en Schrödingerekvation som har en mjukare potential {\displaystyle {\hat {V}}'} än den ursprungliga potentialen {\displaystyle {\hat {V}}}. Detta följer av att {\displaystyle \epsilon _{k}-\epsilon _{c}} alltid är ett positivt tal, så att pseudopotentialen är svagare än ursprungspotentialen. För pseudopotentialen krävs därför inte lika många plana vågor för att numeriskt beräkna pseudotillståndet. En nackdel med denna metod är dock att pseudotillstånden inte är normaliserade, det vill säga laddningen i kärnregionen är inte densamma som för det riktiga tillståndet. För att kringgå detta problem krävs normbevarande pseudopotentialmetoder.